# Ringer-Weltmeisterschaften 2018
Die Ringer-Weltmeisterschaften des Jahres 2018 fanden zwischen dem 20. und dem 28. Oktober in der Papp László Budapest Sportaréna der ungarischen Hauptstadt Budapest statt. Veranstalter war der internationale Amateur-Ringer-Verband United World Wrestling (UWW).

## Ergebnisse

### Männer

#### Griechisch-römischer Stil
| Event  | Gold                                    | Silber                                | Bronze                               |
| ------ | --------------------------------------- | ------------------------------------- | ------------------------------------ |
| 55 kg  | Eldaniz Azizli Aserbaidschan            | Scholaman Scharschenbekow Kirgisistan | Ekrem Öztürk Türkei                  |
| 55 kg  | Eldaniz Azizli Aserbaidschan            | Scholaman Scharschenbekow Kirgisistan | Nugsari Zurzumia Georgien            |
| 60 kg  | Sergei Alexandrowitsch Jemelin Russland | Viktor Ciobanu Moldau                 | Silike Walihan Volksrepublik China   |
| 60 kg  | Sergei Alexandrowitsch Jemelin Russland | Viktor Ciobanu Moldau                 | Aidos Sultangali Kasachstan          |
| 63 kg  | Stepan Marjanjan Russland               | Elmurat Tasmuradov Usbekistan         | Rahman Bilici Iran                   |
| 63 kg  | Stepan Marjanjan Russland               | Elmurat Tasmuradov Usbekistan         | Lenur Temirow Ukraine                |
| 67 kg  | Artem Surkow Russland                   | Davor Štefanek Serbien                | Gevorg Sahakyan Polen                |
| 67 kg  | Artem Surkow Russland                   | Davor Štefanek Serbien                | Meiirschan Schermachanbet Kasachstan |
| 72 kg  | Frank Stäbler Deutschland               | Balint Korpasi Ungarn                 | Rasul Chunayev Aserbaidschan         |
| 72 kg  | Frank Stäbler Deutschland               | Balint Korpasi Ungarn                 | Ayk Mnatsakanian Bulgarien           |
| 77 kg  | Alexander Tschechirkin Russland         | Tamás Lőrincz Ungarn                  | Kim Hyeon-woo Südkorea               |
| 77 kg  | Alexander Tschechirkin Russland         | Tamás Lőrincz Ungarn                  | Viktor Nemeš Serbien                 |
| 82 kg  | Peter Bacsi Ungarn                      | Emrah Kus Türkei                      | Maksim Manukjan Armenien             |
| 82 kg  | Peter Bacsi Ungarn                      | Emrah Kus Türkei                      | Viktor Sasunovski Belarus            |
| 87 kg  | Metehan Başar Türkei                    | Schan Belenjuk Ukraine                | Robert Kobliaschwili Georgien        |
| 87 kg  | Metehan Başar Türkei                    | Schan Belenjuk Ukraine                | Artur Sahinyak Armenien              |
| 97 kg  | Mussa Gilanijewitsch Jewlojew Russland  | Kiril Milenov Milov Bulgarien         | Mahdi Aliyari Feyzabadi Iran         |
| 97 kg  | Mussa Gilanijewitsch Jewlojew Russland  | Kiril Milenov Milov Bulgarien         | Micheil Kadschaia Serbien            |
| 130 kg | Sergei Semjonow Russland                | Adam Coon Vereinigte Staaten          | Kim Min-seok Südkorea                |
| 130 kg | Sergei Semjonow Russland                | Adam Coon Vereinigte Staaten          | Óscar Pino Hinds Kuba                |

#### Freistil
| Event  | Gold                                   | Silber                          | Bronze                                 |
| ------ | -------------------------------------- | ------------------------------- | -------------------------------------- |
| 57 kg  | Saur Ugujew Russland                   | Nurislam Sanajew Kasachstan     | Suleyman Atli Türkei                   |
| 57 kg  | Saur Ugujew Russland                   | Nurislam Sanajew Kasachstan     | Yūki Takahashi Japan                   |
| 61 kg  | Yowlys Bonne Rodriguez Kuba            | Gadschimurad Raschidow Russland | Tuvshintulga Tumenbileg Mongolei       |
| 61 kg  | Yowlys Bonne Rodriguez Kuba            | Gadschimurad Raschidow Russland | Joseph Daniel Colon Vereinigte Staaten |
| 65 kg  | Takuto Otoguro Japan                   | Bajrang Indien                  | Alejandro Enrique Valdes Tobier Kuba   |
| 65 kg  | Takuto Otoguro Japan                   | Bajrang Indien                  | Achmed Tschakajew Russland             |
| 70 kg  | Magomedrasul Gazimagomedow Russland    | Adam Batirow Brunei             | Surabi Iakobischwili Georgien          |
| 70 kg  | Magomedrasul Gazimagomedow Russland    | Adam Batirow Brunei             | Franklin Maren Castillo Kuba           |
| 74 kg  | Zaurbek Sidakov Russland               | Awtandil Kentschadse Georgien   | Jordan Burroughs Vereinigte Staaten    |
| 74 kg  | Zaurbek Sidakov Russland               | Awtandil Kentschadse Georgien   | Bekzod Abdurahmonov Usbekistan         |
| 79 kg  | Kyle Douglas Dake Vereinigte Staaten   | Jabrail Hasanow Aserbaidschan   | Ali Schabanau Belarus                  |
| 79 kg  | Kyle Douglas Dake Vereinigte Staaten   | Jabrail Hasanow Aserbaidschan   | Achmed Gadschimagomedow Russland       |
| 86 kg  | David Morris Taylor Vereinigte Staaten | Fatih Erdin Türkei              | Hassan Yazdani Iran                    |
| 86 kg  | David Morris Taylor Vereinigte Staaten | Fatih Erdin Türkei              | Taimuraz Freiv Naskidaeva Spanien      |
| 92 kg  | J'den Michael Cox Vereinigte Staaten   | Ivan Yankouski Belarus          | Alireza Mohammad Karimimachiani Iran   |
| 92 kg  | J'den Michael Cox Vereinigte Staaten   | Ivan Yankouski Belarus          | Atsushi Matsumoto Japan                |
| 97 kg  | Abdulraschid Sadulajew Russland        | Kyle Snyder Vereinigte Staaten  | Abraham de Jesus Conyedo Ruano Italien |
| 97 kg  | Abdulraschid Sadulajew Russland        | Kyle Snyder Vereinigte Staaten  | Elisbar Odikadse Georgien              |
| 125 kg | Geno Petriaschwili Georgien            | Zhiwei Deng Volksrepublik China | Nick Gwiazdowski Armenien              |
| 125 kg | Geno Petriaschwili Georgien            | Zhiwei Deng Volksrepublik China | Parvizkhodavirdi Hadi Basmanj Iran     |

### Frauen

#### Freistil
| Event | Gold                              | Silber                               | Bronze                                    |
| ----- | --------------------------------- | ------------------------------------ | ----------------------------------------- |
| 50 kg | Yui Susaki Japan                  | Maria Stadnik Aserbaidschan          | Oksana Liwatsch Ukraine                   |
| 50 kg | Yui Susaki Japan                  | Maria Stadnik Aserbaidschan          | Sun Yanan Volksrepublik China             |
| 53 kg | Haruna Okuno Japan                | Sarah Hildebrandt Vereinigte Staaten | Pang Qianyu Volksrepublik China           |
| 53 kg | Haruna Okuno Japan                | Sarah Hildebrandt Vereinigte Staaten | Diana Weicker Kanada                      |
| 55 kg | Mayu Mukaida Japan                | Zalina Sidakowa Belarus              | Lienna de la Caridad Montero Herrera Kuba |
| 55 kg | Mayu Mukaida Japan                | Zalina Sidakowa Belarus              | Jong Myong-suk Nordkorea                  |
| 57 kg | Rong Ningning Volksrepublik China | Biljana Dudowa Bulgarien             | Pooja Dhanda Indien                       |
| 57 kg | Rong Ningning Volksrepublik China | Biljana Dudowa Bulgarien             | Emese Barka Ungarn                        |
| 59 kg | Risako Kawai Japan                | Elif Jale Yeşilırmak Türkei          | Shoovdor Baatarjaw Mongolei               |
| 59 kg | Risako Kawai Japan                | Elif Jale Yeşilırmak Türkei          | Pei Xingru Volksrepublik China            |
| 62 kg | Taybe Yusein Bulgarien            | Yukako Kawai Japan                   | Julija Tkatsch Ukraine                    |
| 62 kg | Taybe Yusein Bulgarien            | Yukako Kawai Japan                   | Mallory Velte Vereinigte Staaten          |
| 65 kg | Petra Olli Finnland               | Danielle Suzanne Lappage Kanada      | Ayana Gempei Japan                        |
| 65 kg | Petra Olli Finnland               | Danielle Suzanne Lappage Kanada      | Irina Netreba Aserbaidschan               |
| 68 kg | Alla Tscherkassowa Ukraine        | Koumba Larroque Frankreich           | Zhou Feng Volksrepublik China             |
| 68 kg | Alla Tscherkassowa Ukraine        | Koumba Larroque Frankreich           | Tamyra Mensah-Stock Vereinigte Staaten    |
| 72 kg | Justina di Stasio Kanada          | Nasanburmaa Ochirbat Mongolei        | Buse Tosun Türkei                         |
| 72 kg | Justina di Stasio Kanada          | Nasanburmaa Ochirbat Mongolei        | Martina Kuenz Österreich                  |
| 76 kg | Adeline Gray Vereinigte Staaten   | Yasemin Adar Türkei                  | Hiroe Minagawa Suzuki Japan               |
| 76 kg | Adeline Gray Vereinigte Staaten   | Yasemin Adar Türkei                  | Erica Wiebe Kanada                        |

## Medaillenspiegel
| Rang  | Land                | Gold | Silber | Bronze | Gesamt |
| ----- | ------------------- | ---- | ------ | ------ | ------ |
| 1     | Russland            | 10   | 1      | 2      | 13     |
| 2     | Japan               | 5    | 1      | 4      | 10     |
| 3     | Vereinigte Staaten  | 4    | 3      | 5      | 12     |
| 4     | Türkei              | 1    | 4      | 4      | 9      |
| 5     | Aserbaidschan       | 1    | 2      | 2      | 5      |
| 6     | Ungarn              | 1    | 2      | 1      | 4      |
| 7     | Bulgarien           | 1    | 2      | 0      | 3      |
| 8     | Volksrepublik China | 1    | 1      | 5      | 7      |
| 9     | Georgien            | 1    | 1      | 4      | 6      |
| 10    | Ukraine             | 1    | 1      | 3      | 5      |
| 11    | Kanada              | 1    | 1      | 2      | 4      |
| 12    | Kuba                | 1    | 0      | 4      | 5      |
| 13    | Finnland            | 1    | 0      | 0      | 1      |
| 13    | Deutschland         | 1    | 0      | 0      | 1      |
| 15    | Belarus             | 0    | 2      | 2      | 4      |
| 16    | Mongolei            | 0    | 1      | 2      | 3      |
| 16    | Kasachstan          | 0    | 1      | 2      | 3      |
| 16    | Serbien             | 0    | 1      | 2      | 3      |
| 19    | Indien              | 0    | 1      | 1      | 2      |
| 19    | Usbekistan          | 0    | 1      | 1      | 2      |
| 21    | Frankreich          | 0    | 1      | 0      | 1      |
| 21    | Brunei              | 0    | 1      | 0      | 1      |
| 21    | Kirgisistan         | 0    | 1      | 0      | 1      |
| 21    | Moldau              | 0    | 1      | 0      | 1      |
| 25    | Iran                | 0    | 0      | 4      | 4      |
| 26    | Armenien            | 0    | 0      | 2      | 2      |
| 26    | Südkorea            | 0    | 0      | 2      | 2      |
| 28    | Nordkorea           | 0    | 0      | 1      | 1      |
| 28    | Österreich          | 0    | 0      | 1      | 1      |
| 28    | Italien             | 0    | 0      | 1      | 1      |
| 28    | Spanien             | 0    | 0      | 1      | 1      |
| 28    | Polen               | 0    | 0      | 1      | 1      |
| Total | Total               | 30   | 30     | 60     | 120    |